# Patricia Kalember
Patricia Kalember (ur. 30 grudnia 1957 w  Schenectady, Nowy Jork) – amerykańska aktorka filmowa.

## Życiorys
Patricia Kathryn Kalember urodziła się w Schenectady w stanie Nowy Jork. Jest córką Vivian i Roberta Kalember. Patricia dorastała ze starszym bratem, również o imieniu Robert. Wychowała się w Louisville. Zainteresowanie aktorstwem zaczęło się w liceum, kiedy zagrała rolę pani Adelajdy w produkcji "Guys and Dolls". Po ukończeniu Liceum Ballard, kontynuowała studia w teatrze na Uniwersytecie Indiana, który ukończyła w 1978 roku. Później uczęszczała również do Temple University.
Patricia poznała swojego pierwszego męża, Marka Torresa, gdy obydwoje uczęszczali do Indiana University. Postanowili wziąć ślub i przenieść się do Nowego Jorku w 1980 roku. Wkrótce potem rozwiedli się. Patricia  swojego obecnego męża, brytyjskiego aktora i reżysera Daniela Gerrolla, poznała na przesłuchaniu do filmu w 1984 roku. Patricia i Daniel pobrali się w dniu 25 lutego 1986 roku. Mają troje dzieci, Rebecca, urodziła się w 1986 roku, Ben, urodzony w 1989 roku oraz Toby urodzony w 1996 roku. Rodzina mieszkała w wielu miejscach, m.in. w Nowym Jorku, Kalifornii, Massachusetts i Connecticut.
Patricia stała się znaną aktorką. Grała w różnych filmach, serialach, reklamach a także gościnnie brała udział w programach telewizyjnych. Ponadto, napisała kilka audio-książek.

## Filmografia
- Filmy

| Rok  | Tytuł                                | Rola                 |
| ---- | ------------------------------------ | -------------------- |
| 2011 | Jestem Bogiem                        | Pani Atwood          |
| 2010 | Kalamity                             | Terry Klepack        |
| 2010 | Między światami                      | Peg                  |
| 2010 | W firmie                             | Cynthia              |
| 2007 | Zaginiona                            | Amanda               |
| 2002 | Znaki                                | Collen Hess          |
| 2000 | Time for Dancing                     | Sandra Michaels      |
| 2000 | Bóle porodowe                        | Delia                |
| 2000 | Killing Cinderella                   | Cinderella           |
| 1999 | Bilet do piekła                      | Connie Phipps-Singer |
| 1993 | W sercu Afryki                       | Elizabeth Parker     |
| 1992 | Big Girls Don’t Cry... They Get Even | Barbara              |
| 1990 | Drabina Jakubowa                     | Sarah                |
| 1989 | Fletch żyje                          | Amanda Ray Ross      |
| 1985 | Oko kota                             | Marcia               |

- Seriale

| Rok       | Tytuł                | Rola                             |
| --------- | -------------------- | -------------------------------- |
| 2010      | Zaprzysiężeni        | Dr Keller                        |
| 2009      | Żona idealna         | Julie Bowers                     |
| 2009      | Białe kołnierzyki    | Panna Holloman                   |
| 2007–2012 | Plotkara             | Pani Boardman                    |
| 1999      | Prawo i bezprawie    | Leslie DeSantis                  |
| 1997–1998 | Prawnik z Manhattanu | Dr Claire Solomon                |
| 1996–2000 | Zdarzyło się jutro   | Dr Price                         |
| 1995      | W obronie własnej    | Sędzia Caroline Masters          |
| 1994−2003 | Dotyk anioła         | Janice Lowry                     |
| 1991-1996 | Sisters              | Georgiana "Georgia" Reed Whitsig |
| 1985–1989 | McCall               | Colleen / Dr Stephanie Davis     |
| 1983-1995 | Loving               | Merrill Vochek                   |